# 圣斯特凡诺-奎斯奎纳
圣斯特凡诺-奎斯奎纳（義大利語：Santo Stefano Quisquina）是意大利阿格里真托省的一个市镇。总面积85.94平方公里，人口5034人，人口密度58.6人/平方公里（2009年）。ISTAT代码为084040。